# Valdelcubo
Valdelcubo es un municipio español de la provincia de Guadalajara, en la comunidad autónoma de Castilla-La Mancha. Tiene una población de 41 habitantes (INE 2024).

## Geografía
Forma parte del Tramo 10 de la célebre Ruta de Don Quijote que atraviesa estas tierras como obligado lugar de paso de Don Quijote en su literario viaje a Barcelona. En Valdelcubo confluyen por el sur los ramales procedentes de Riba de Santiuste y de Alcuneza y desde aquí la Ruta se dirige en una sola dirección hacia Atienza pasando por Rienda y Tordelrábano. En Valdelcubo existe un punto de descanso oficial de la Ruta.

## Historia
Hacia mediados del siglo XIX, el lugar tenía una población de 238 habitantes y un total de 55 casas. La localidad aparece descrita en el decimoquinto volumen del Diccionario geográfico-estadístico-histórico de España y sus posesiones de Ultramar de Pascual Madoz de la siguiente manera:

VAL DEL CUBO: l. con ayunt. en la prov. de Guadalajara (13 leg ), part. jud. de Atienza (13), aud. terr. de Madrid (23), c. g. de Castilla la Nueva, dióc. de Sigüenza (4). sit. en un valle y combatido principalmente por el N., con clima frio, pero sano: tiene 55 casas; la consistorial con cárcel; escuela de instruccion primaria frecuentada por 20 alumnos, á cargo de un maestro dotado con 56 fan. de trigo; una igl. parr. (Santiago el Mayor) servida por un cura y un sacristan: confina el térm. con los de Alpanseque, Romanillos, torrecilla y Sienes; que tiene infinidad de manantiales, el desp. de Torre-quebrada, y una ermita (Ntra. Sra. de la Zarza); el terreno bañado por el riach. Salado, es de buena calidad; tiene un monte de mata baja. caminos: los que dirigen á los pueblos limítrofes. correo: se recibe y despacha en Sigüenza. prod.: cereales legumbres, patatas, hortalizas, frutas y buenos pastos, con los que se mantiene ganado lanar, yeguar y vacuno; hay caza de perdices, conejos y liebres, y pesca de cangrejos y barbos pequeños. ind.: la agrícola y 7 molinos harineros. pobl.: 45 vec., 238 alm. cap. prod.: 995,715 rs. imp.: 69,700. contr.: 6,285.
(Madoz, 1849, p. 261)

## Clima
De acuerdo a los datos de la tabla a continuación y a los criterios de la clasificación climática de Köppen modificada Valdelcubo tiene un clima de tipo Csb (templado con verano seco y templado).
| Parámetros climáticos promedio de Valdelcubo en el periodo 1961-2003 | Parámetros climáticos promedio de Valdelcubo en el periodo 1961-2003 | Parámetros climáticos promedio de Valdelcubo en el periodo 1961-2003 | Parámetros climáticos promedio de Valdelcubo en el periodo 1961-2003 | Parámetros climáticos promedio de Valdelcubo en el periodo 1961-2003 | Parámetros climáticos promedio de Valdelcubo en el periodo 1961-2003 | Parámetros climáticos promedio de Valdelcubo en el periodo 1961-2003 | Parámetros climáticos promedio de Valdelcubo en el periodo 1961-2003 | Parámetros climáticos promedio de Valdelcubo en el periodo 1961-2003 | Parámetros climáticos promedio de Valdelcubo en el periodo 1961-2003 | Parámetros climáticos promedio de Valdelcubo en el periodo 1961-2003 | Parámetros climáticos promedio de Valdelcubo en el periodo 1961-2003 | Parámetros climáticos promedio de Valdelcubo en el periodo 1961-2003 | Parámetros climáticos promedio de Valdelcubo en el periodo 1961-2003 |
| Mes | Ene.                                                                 | Feb.                                                                 | Mar.                                                                 | Abr.                                                                 | May.                                                                 | Jun.                                                                 | Jul.                                                                 | Ago.                                                                 | Sep.                                                                 | Oct.                                                                 | Nov.                                                                 | Dic.                                                                 | Anual                                                                |
| --- | -------------------------------------------------------------------- | -------------------------------------------------------------------- | -------------------------------------------------------------------- | -------------------------------------------------------------------- | -------------------------------------------------------------------- | -------------------------------------------------------------------- | -------------------------------------------------------------------- | -------------------------------------------------------------------- | -------------------------------------------------------------------- | -------------------------------------------------------------------- | -------------------------------------------------------------------- | -------------------------------------------------------------------- | -------------------------------------------------------------------- |
| Temp. media (°C) | 2                                                                    | 3.4                                                                  | 6.6                                                                  | 8.7                                                                  | 13.6                                                                 | 18.0                                                                 | 21.4                                                                 | 21.6                                                                 | 17.2                                                                 | 11.4                                                                 | 5.1                                                                  | 2.4                                                                  | 10.9                                                                 |
| Precipitación total (mm) | 43.0                                                                 | 35.7                                                                 | 30.0                                                                 | 47.3                                                                 | 54.5                                                                 | 41.6                                                                 | 20.5                                                                 | 17.2                                                                 | 38.6                                                                 | 44.6                                                                 | 52.6                                                                 | 46.1                                                                 | 471.8                                                                |
| Fuente: Ministerio de Agricultura, Alimentación y Medio Ambiente. Datos de precipitación para el periodo 1961-2003 y de temperatura para el periodo 1964-2003 en Valdelcubo |                                                                      |                                                                      |                                                                      |                                                                      |                                                                      |                                                                      |                                                                      |                                                                      |                                                                      |                                                                      |                                                                      |                                                                      |                                                                      |

## Demografía
Valdelcubo cuenta con una población de 41 habitantes (INE 2024).
| Gráfica de evolución demográfica de Valdelcubo entre 1842 y 2021                                                    |
| |
| Población de derecho según los censos de población del INE Población de hecho según los censos de población del INE |